# Victor van den Bergh
Victor Alexandre Guillaume van den Bergh (Amsterdam, 29 september 1918 – Rhenen, 20 november 1944) was student Rechten en verzetsman in de Tweede Wereldoorlog.  

## Jeugd
Victor van den Bergh werd in 1918 geboren in Amsterdam als zoon van Victor Bernard Marie van den Bergh en Maria Antonia Louisa Boelaars. Hij werd rooms-katholiek gedoopt in de parochiekerk van het Heilig Hart. Op het Sint Ignatius College te Amsterdam blonk hij uit in Frans en Latijn. Hij speelde gitaar en accordeon. Later zou hij onder de naam Lex Verbrugge deelnemen aan het cabaret Willy Lemson. Ook speelde hij hockey. Halverwege zijn middelbare schoolopleiding stapte hij over naar het Barleus Gymnasium. Daar haalde hij in 1937 zijn diploma. Kort daarop begon hij met een studie Rechten aan de Gemeentelijke Universiteit van Amsterdam. In 1942 schreef hij zich in bij de Vrije Universiteit Amsterdam.  

## Verzetswerk
In 1943 weigerde Van den Bergh de loyaliteitsverklaring te tekenen waardoor hij niet meer kon studeren aan de universiteit. Hij kwam bij het verzet tegen de bezetting, verspreide illegale kranten hielp spoorwegpersoneel onder te duiken.
Via Tom Lambrechtsen van Ritthem raakte hij verder betrokken bij het verzetswerk. In 1944 dook hij zelf onder. 
Hij raakte bevriend met de 24-jarige Kitty Meigatter, die op de hoogte was van zijn verzetswerk. De jonge vrouw was een aantrekkelijke verschijning en had veel belangstelling van mannen. Onder hen een zekere Bas van der Aa, met wie ze een relatie kreeg. Nadat Meigatter de relatie stopzette, dacht Van der Aa dat Van den Bergh hem voor de voeten liep en besloot hij contact op te nemen met de Sicherheitsdienst.

## Gevangenschap
Aanvankelijk gaf Van der Aa het adres van Victors ouders door aan de SD, waar ze hem niet aantroffen. Zijn ouders vroegen hem om tijdelijk weg te blijven, omdat het adres niet veilig meer was. Wel bezocht hij regelmatig het adres van Kitty en haar moeder aan de Roerstraat. Tijdens een muziekavondje op 1 november 1944 deed de SD op aanwijzen van - ook daar aanwezige - Van der Aa daar een inval. Vic van den Bergh werd direct gearresteerd en naar de Euterpestraat gebracht, waar hij zwaar werd mishandeld door de SD’ers Emil Rühl en Wouter Mollis. Hij werd meermalen geslagen en geschopt, maar weigerde te spreken. Na het verhoor werd hij bewusteloos in een cel gegooid. De SD vond ook instructies voor het bedienen van een stengun, wat leidde tot de verdenking dat Van den Bergh een partizaan was. Dit vergrootte het risico op zijn executie zonder proces. Dezelfde nacht werd ook zijn verzetsvriend Tom Lambrechtsen van Ritthem gearresteerd  
De ouders van Vic hoorden pas na enkele dagen dat hun zoon was gearresteerd. Zijn vader probeerde op 7 november nog contact op te nemen met de SD, maar kreeg van Rühl te horen dat het te laat was. Vic werd vastgehouden in het A-blok (voor de zogenaamde Todeskandidaten van het Huis van Bewaring aan de Weteringschans.  

## Fusillade
Van den Bergh gold als een Todeskandidat en het was wachten op het moment dat hij als wraakmaatregel ergens ter dood zou worden gebracht. Op maandag 20 november 1944 was het zover. Tussen Rhenen en Veenendaal had een schietpartij plaatsgevonden tussen verzetsmensen en een Duitse onderofficier. De daders werden niet gevonden en daarom werd besloten om zes verzetsmensen te executeren. Victor van den Bergh werd met Tom Lambrechtsen van Ritthem, alsmede dominee Bastiaan Jan Ader en drie andere gevangenen uit de strafgevangenis in Utrecht naar een bos aan de rand van Veenendaal gebracht. Daar werden ze rond 17.00 uur langs de Veenendaalsestraatweg op een rij gezet en gefusilleerd. De zes werden daarna op de Algemene Begraafplaats van Veenendaal in een tijdelijk graf ter aarde besteld. 

## Begrafenis
Op 24 juli 1945 werd Van den Bergh herbegraven op de rooms-katholieke begraafplaats in Utrecht. Leden van de Binnenlandse Strijdkrachten gaven hem een ere-escorte. Later werd hij herbegraven op de erebegraafplaats in Loenen (graf 578). Op zijn bidprentje stond: "Hij was de trots van zijn vader, de lieveling van zijn moeder. Hij beminde zijn ouders, doch daar bovenuit ging de liefde voor zijn Vaderland. Velen hielp hij in zijn allergrootste nood; daarmede verspeelde hij zijn leven."  
Jaarlijks wordt Victor van den Bergh op 20 november herdacht tijdens de jaarlijkse herdenking bij het kruis op de berg, waar hij werd gefusilleerd. Zijn naam staat ook op een plaquette voor omgekomen studenten van de Vrije Universiteit en er is aandacht voor hem in Museum Veenendaal.